# Davide Orsini
Davide Orsini (Giulianova, 24 giugno 1984) è uno sceneggiatore italiano.

## Biografia
Diplomato al centro Sperimentale di Cinematografia di Milano, per il cinema ha scritto nel 2013 il lungometraggio drammatico Aquadro e nel 2015 il lungometraggio thriller In fondo al bosco. Il suo terzo film, il fantasy per bambini Ötzi e il mistero del tempo ha vinto il premio come miglior film categoria 6+ al Giffoni Film Festival ed è uscito al cinema nel novembre 2018. Dal 2020 sono usciti su piattaforma e in sala il lungometraggio drammatico La Guerra di Cam, gli horror Il legame e The Bunker Game, il thriller italo/belga The Shift e il musical The Land of Dreams.
Per la televisione ha scritto come headwriter la serie televisiva Generazione 56k, prodotta da Cattleya per Netflix, distribuita in streaming dal 1º luglio 2021, e La legge di Lidia Poët, prodotta da Groenlandia per Netflix, distribuita in streaming dal 15 febbraio 2023. Per la Rai ha scritto alcuni episodi della serie televisiva La porta rossa.

## Filmografia

### Cinema
- Aquadro, regia di Stefano Lodovichi (2013)
- In fondo al bosco, regia di Stefano Lodovichi (2015)
- Ötzi e il mistero del tempo, regia di Gabriele Pignotta (2018)
- La guerra di Cam, regia di Laura Muscardin (2020)
- Il legame, regia di Domenico De Feudis (2020)
- The Shift, regia di Alessandro Tonda (2021)
- The Bunker Game, regia di Roberto Zazzara (2022)
- The Land of Dreams, regia di Nicola Abbatangelo (2022)

### Televisione
- Una grande famiglia - 20 anni prima, di Camilla Paternò, Sofia Assirelli, Mirko Cetrangolo e Davide Orsini (2013).
- La porta rossa, di Carlo Lucarelli, Giampiero Rigosi, Sofia Assirelli e Michele Cogo (2019)
- Generazione 56k, regia di Francesco Ebbasta e Alessio Maria Federici - serie TV (2021)
- La legge di Lidia Poët, regia di Matteo Rovere, Letizia Lamartire e Pippo Mezzapesa - serie TV (2023-2024)